# Hydraulic Engineering Repository
Das Hydraulic Engineering Repository, abgekürzt HENRY, ist ein Repositorium für den Bereich Wasserbau, das Fach- und Forschungsliteratur im Open Access anbietet und zudem über verschiedene Fachportale und Suchmaschinen auffindbar macht. Der Dienst wird von dem in der Bundesanstalt für Wasserbau angesiedelten Infozentrum Wasserbau betrieben.
Insbesondere Publikationen der Bundesanstalt für Wasserbau und der Wasserstraßen- und Schifffahrtsverwaltung des Bundes werden in HENRY gespeichert und dauerhaft frei im Internet verfügbar gemacht. Ergänzend werden Publikationen kooperierender wissenschaftlicher Institutionen über HENRY bereitgestellt. Daneben haben auch Einzelpersonen die Möglichkeit, ihre wissenschaftlichen Arbeiten auf HENRY hochzuladen. Der Publikationsbestand umfasst insbesondere Fachartikel und Konferenzbeiträge, aber auch einschlägige Regelwerke oder Dissertationen. Über HENRY werden unter anderem die Publikationen des Kuratorium für Forschung im Küsteningenieurwesen bereitgestellt.
Mit über 10 000 Volltexten ist HENRY im Bereich des Wasserbaus das größte Fachrepositorium in Deutschland.
HENRY nutzt das Handle-System, um Permalinks zur Verfügung zu stellen.
Das Repositorium ist mit einem DINI-Zertifikat 2019 zertifiziert.